# La Marchande de rêves
Pour plus de détails, voir Fiche technique et Distribution.
La Marchande de rêves (Drifting) est un film muet américain réalisé par Tod Browning, sorti en 1923.

## Synopsis
À Shanghai, la jeune américaine Lucille Preston est complice (sous le pseudonyme de Cassie Cook) d'un trafic d'opium dirigé par Jules Repin. Elle tombe amoureuse du capitaine Arthur Jarvis qui la surveille et tente alors de quitter l'organisation...

## Fiche technique
- Titre : La Marchande de rêves
- Titre original : Drifting
- Réalisation : Tod Browning
- Scénario : Tod Browning et A. P. Younger, d'après la pièce éponyme de Daisy H. Andrews et John Colton
- Intertitres : Gardner Bradford
- Directeur de la photographie : William Fildew
- Montage : Errol Taggart
- Producteur : Carl Laemmle
- Société de production et de distribution : Universal Pictures (Jewel)
- Genre : Drame
- Film muet - Noir et blanc - 70 min
- Dates de sortie :
  - États-Unis : 26 août 1923
  - France : 27 juin 1927

## Distribution
- Priscilla Dean : Lucille Preston « Cassie Cook »
- Matt Moore : Capitaine Arthur Jarvis
- Wallace Beery : Jules Repin
- J. Farrell MacDonald : Murphy
- Rose Dione : Mme Polly Voo
- Edna Tichenor : Molly Norton
- William V. Mong : Dr Li
- Anna May Wong : Rose Li
- Bruce Guerin : Billy Hepburn
- Marie De Albert : Mme Hepburn
- William F. Moran : M. Hepburn
- Frank Lanning : Chang Wang

## Adaptation d'une pièce de théâtre
Ce film Drifting (La Marchande de rêves) est adapté d'une pièce de théâtre portant le même titre original, créée à Broadway en 1922, mise en scène par John Cromwell, avec notamment Alice Brady (Cassie Cook), Lumsden Hare (Dr Li), Robert Warwick (McKinney) et Humphrey Bogart (troisième mari).

## Article annexe
- Psychotrope au cinéma et à la télévision